# Marwan Kheireddine
Marwan Salim Kheireddine, né le 14 février 1968, est un homme d'affaires et banquier libanais qui a occupé notamment le poste de président et de directeur général de l'AM Bank (en) (Al-Mawarid Bank).